# Hydrangeaceae
Famille
Classification APG III (2009)
La famille des Hydrangeaceae (Hydrangéacées) regroupe des plantes dicotylédones ; elle comprend une centaine d'espèces réparties en 10 à 16 genres.

## Étymologie
Le nom vient du genre type Hydrangea, dérivé du grec ύδωρ / hydor, eau, et ἀγγεῖον / angeion, « vase, récipient », en référence au fait que la plante est avide d’eau et aux capsules en forme de coupe.

## Classification
Au début du XXe siècle, le genre type Hygrangea L. était rattaché à la famille des Saxifragacées, sous-famille des Hydrangéoïdées (la classification d'Engler en 1928 plaçait dans les Saxifragacées 7 sous-familles). Mais cette famille des Saxifragacées au sens large étant très hétérogène, il fut convenu de transformer la sous-famille des Hydrangéoïdées en famille des Hydrangeacées (Hutchinson, 1980).
Le Angiosperm Phylogeny Website [5 février 2004] considère deux sous-familles, avec 190 espèces réparties en 17 genres : 
- sous-famille Hydrangeoideae avec 185 espèces en 15 genres [29 avril 2007], se rajoutent les genres anciennement placés dans les Philadelphaceae : 
  - genre Carpenteria Torr.
  - genre Deutzia Thunb.
  - genre Fendlerella Heller
  - genre Philadelphus L.
  - genre Whipplea Torr.
- sous-famille Jamesioideae
  - genre Fendlera Engelm. & Gray
  - genre Jamesia Torr. & Gray

La classification phylogénétique place cette famille dans l'ordre des Cornales lui-même rattaché aux Astéridées.

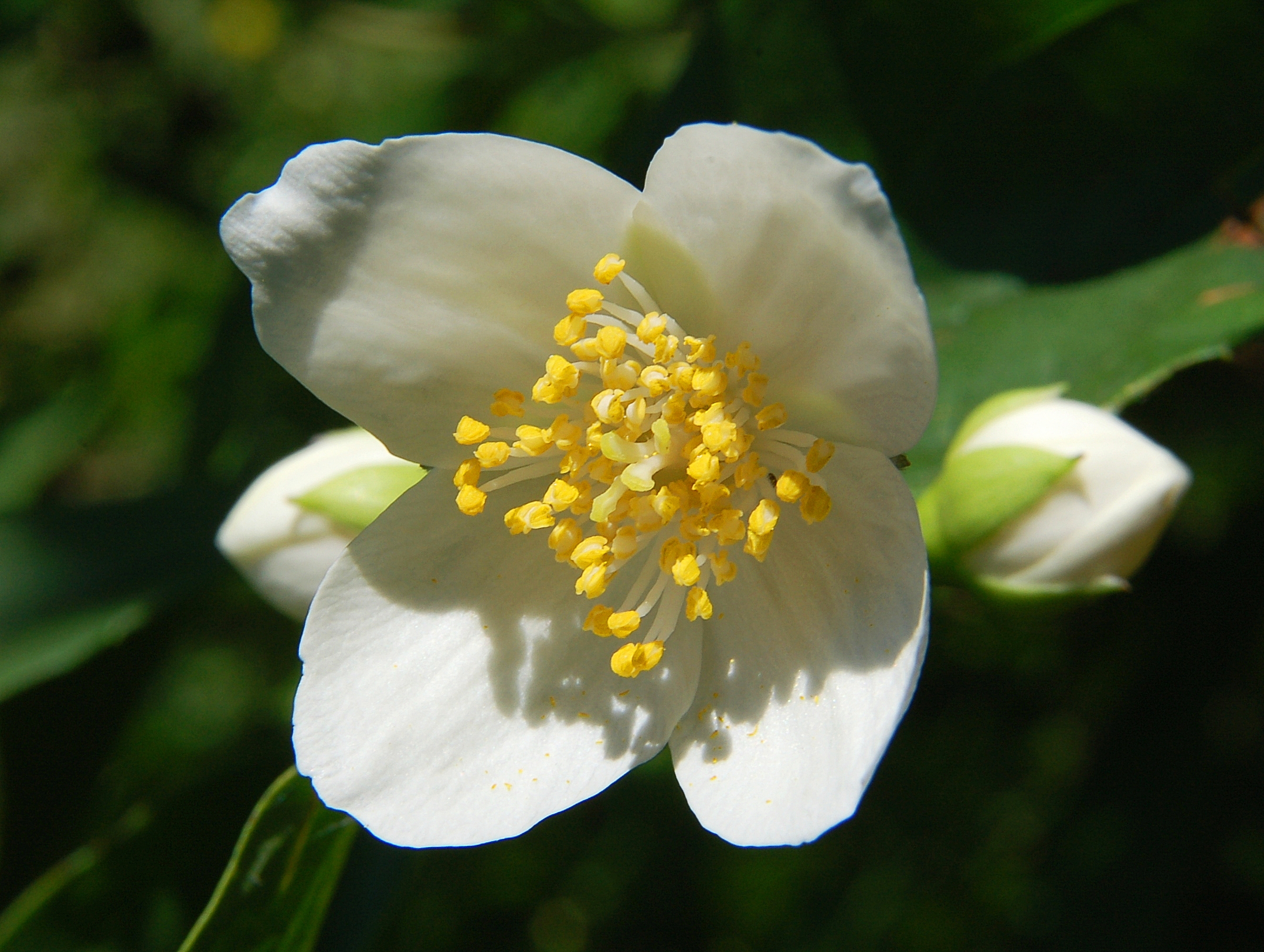
Philadelphus coronarius.

## Caractéristiques
Ce sont des arbustes, buissons, parfois des plantes herbacées rhizomateuses et quelquefois des lianes, généralement à tannins et à composés iridoïdes. Famille cosmopolite, ses membres se répartissent largement dans les régions tempérées et subtropicales de l'hémisphère Nord. Non indigène en France, cette famille y est représentée principalement par l'hortensia (genre Hydrangea), le seringat (genre Philadelphus), les Deutzia, en tant que plantes ornementales.

### Appareil végétatif
Les espèces de cette famille sont souvent pubescentes (poils raides unicellulaires ou ramifiés) avec des tiges dressées (port érigé, plus rarement grimpant) comportant une moelle épaisse.
Leurs feuilles simples sont généralement exstipulées et opposées (rarement verticillées ou alternes comme chez Cardiandra), à pétiole réduit, à nervation pennée ou palmée, au bord du limbe entier, parfois lobé ou denté.

### Appareil reproducteur
Les inflorescences déterminées et complexes sont corymbiformes ou en panicules dont l'unité de base est la cyme. Les fleurs sont hermaphrodites et actinomorphes. Chez certains genres, les fleurs marginales du bord de l'inflorescence sont souvent stériles et irrégulières avec des sépales pétaloïdes hypertrophiés.
Le périanthe est hétérochlamyde. Le calice est formé de 4 ou 5 sépales (parfois 12) soudés, à limbe souvent réduit, à la estivation valvaire ou imbriquée. La corolle  est formée de 4 ou 5 pétales (parfois 12) libres, à la préfloraison valvaire, imbriquée ou contortée.

## Liste des genres
Selon Angiosperm Phylogeny Website (24 juin 2010) :
- Broussaisia Gaudich.
- Cardiandra Siebold & Zucc.
- Carpenteria Torr.
- Decumaria L.
- Deinanthe Maxim.
- Deutzia Thunb.
- Dichroa Lour.
- Fendlera Engelm. & A.Gray
- Fendlerella A.Heller
- Hydrangea L.
- Jamesia Torr. & A.Gray
- Kirengeshoma Yatabe
- Philadelphus L.
- Platycrater Siebold & Zucc.
- Schizophragma Siebold & Zucc.
- Whipplea Torr.

Selon NCBI (24 juin 2010) :
- Broussaisia
- Cardiandra
- Carpenteria
- Decumaria
- Deinanthe
- Deutzia
- Dichroa
- Fendlerella
- Hydrangea
- Jamesia
- Kirengeshoma
- Philadelphus
- Pileostegia
- Platycrater
- Schizophragma
- Whipplea

Selon DELTA Angio (24 juin 2010) :
- Broussaisia
- Cardiandra
- Decumaria
- Deinanthe
- Dichroa
- Hydrangea
- Kirengeshoma
- Pileostegia
- Platycrater
- Schizophragma

Selon ITIS (24 juin 2010) :
- Broussaisia Gaud.
- Carpenteria Torr.
- Decumaria L.
- Deutzia Thunb.
- Fendlera Engelm. & Gray
- Fendlerella Heller
- Hydrangea L.
- Jamesia Torr. & Gray
- Philadelphus L.
- Schizophragma Sieb. & Zucc.
- Whipplea Torr.

## Liste des espèces
Selon NCBI (24 juin 2010) :
- genre Broussaisia
  - Broussaisia arguta
- genre Cardiandra
  - Cardiandra alternifolia
  - Cardiandra amamiohsimensis
  - Cardiandra formosana
  - Cardiandra moellendorffii
- genre Carpenteria
  - Carpenteria californica
- genre Decumaria
  - Decumaria barbara
  - Decumaria sinensis
  - Decumaria sp. Chase et al. 1993
- genre Deinanthe
  - Deinanthe bifida
- genre Deutzia
  - Deutzia amurensis
  - Deutzia discolor
  - Deutzia glauca
  - Deutzia gracilis
  - Deutzia ningpoensis
  - Deutzia rubens
- genre Dichroa
  - Dichroa febrifuga
- genre Fendlerella
  - Fendlerella utahensis
- genre Hydrangea
  - Hydrangea anomala
  - Hydrangea arborescens
  - Hydrangea aspera
  - Hydrangea chinensis
  - Hydrangea grosseserrata
  - Hydrangea hirta
  - Hydrangea involucrata
  - Hydrangea kawagoeana
  - Hydrangea liukiuensis
  - Hydrangea macrophylla
  - Hydrangea paniculata
  - Hydrangea peruviana
  - Hydrangea petiolaris
  - Hydrangea quercifolia
  - Hydrangea seemannii
  - Hydrangea xanthoneura
  - Hydrangea yayeyamensis
  - Hydrangea sp. JS-2005
- genre Jamesia
  - Jamesia americana
- genre Kirengeshoma
  - Kirengeshoma koreana
  - Kirengeshoma palmata
- genre Philadelphus
  - Philadelphus caucasicus
  - Philadelphus hirsutus
  - Philadelphus incanus
  - Philadelphus inodorus
  - Philadelphus lewisii
  - Philadelphus pekinensis
  - Philadelphus pubescens
  - Philadelphus purpurascens
  - Philadelphus sp. Oxelman 2326
- genre Pileostegia
  - Pileostegia viburnoides
  - Pileostegia sp. Qiu 1992
- genre Platycrater
  - Platycrater arguta
- genre Schizophragma
  - Schizophragma hydrangeoides
  - Schizophragma integrifolium
- genre Whipplea
  - Whipplea modesta